# The Oyster And The Flying Fish
The Oyster And The Flying Fish（ザ・オイスター・アンド・ザ・フライング・フィッシュ）は、日本のサイケロックバンド。所属レーベルはオースチン・レコード。
初めは女性ボーカルのトリオでサイケデリックフォーク調の演奏をしていたが、その後幾多のメンバーチェンジを繰り返し現在五人のメンバーに落ち着く。グラムロックや70年代ハードロック、そしてサイケやプログレの要素を融合したような幅の広い音楽性を持っている。
バンド名の由来は、メンバーが傾倒するKevin Ayers And The Whole World「Shooting at the Moon」の収録曲から名付けられた。

## 活動状況
1997年 両国フォークロアセンターにてデビュー、2000年に1stアルバムを発表、2002年には全日本プロレス在籍時のレスラー保坂秀樹の入場テーマ曲を発表。
2002年、2003年と2度の韓国公演を行い、2009年には元井上堯之バンドの速水清司と共演、2010年までに2枚のスタジオアルバムとライブアルバムなどを発表している。

## メンバー
イチノサワ シゲト
ボーカル、ギター、ドラム。1984年旧渋谷屋根裏にてデビュー、ドラマーとして数々のバンドで活動後、1997年オイスターを結成。結成時はリズムギターを担当するも、1stアルバムではボーカル、ドラムを担当、2003年から現在のボーカル、ギターに落ち着く。
カタハバ ジュン
ギター。
サイトウ チエコ
キーボード。
コボリ イチエン
ベース。
ヤマモト コイチロウ
ドラム。